# Università di Lincoln
L'Università di Lincoln (in inglese: University of Lincoln) è un'università pubblica inglese risalente al 1861 e che ha sede nella città di Lincoln, in Inghilterra.

## Storia
L'università di Lincoln si sviluppa dal 1861 da una serie di istituzioni educative di Hull. Nel 1976 queste istituzioni si fondono nel "Hull College of higher education" che nel 1992 ottiene lo status di università, divenendo "University of Humberside". Lincoln, che ancora non aveva una propria università, viene individuata come sede di un nuovo campus e nel 1996 l'università cambia nome in "University of Lincolnshire and Humberside". In seguito alla costruzione di un nuovo campus nel 2001 il nome muta nuovamente in University of Lincoln e la sede principale viene trasferita da Hull a Lincoln.

## Struttura
L'università è strutturata in quattro collegi, ciascuno di questi comprende scuole, istituti e centri di ricerca.
- Business school
- Collegio delle arti
- Collegio della scienza
- Collegio delle scienze sociali

## Cancellieri
Il cancelliere dell'Università è Victor Adebowale.